# Chlorobionta
Viridiplantae
Pour le groupe des bactéries vertes soufrées, voir Chlorobiota.
 (janvier 2021).
Si vous disposez d'ouvrages ou d'articles de référence ou si vous connaissez des sites web de qualité traitant du thème abordé ici, merci de compléter l'article en donnant les références utiles à sa vérifiabilité et en les liant à la section « Notes et références ».
Sous-règne
Infra-règnes de rang inférieur
- Chlorophyta
- Streptophyta

Les Chlorobiontes (Chlorobionta), ou Plantes vertes (Viridiplantae), sont un sous-règne des Plantes au sens large (comprenant aussi les algues). Ils forment un groupe monophylétique comprenant la plupart des « algues vertes » et la totalité des plantes terrestres.
Ils sont notamment caractérisés par la présence de chlorophylle a et de chlorophylle b. Ils correspondent à l'image typique du végétal, de couleur verte, les chlorophylles n'étant généralement pas masquées par d'autres pigments. Certaines espèces sont unicellulaires, beaucoup sont pluricellulaires. Les Chlorobiontes tiennent une place écologique considérable sur Terre, représentant toute la végétation terrestre et une part importante de la biomasse des océans.

## Exemples
Les Chlorobiontes comptent des représentants aussi divers que les Chlamydomonas, la laitue de mer (Ulva lactuca), les acétabulaires (genre Acetabularia), les spirogyres (genre Spirogyra), les pleurocoques (genre Pleuroccus), le Welwitschia mirabilis, la pâquerette (Bellis perennis), le teck (Tectona grandis), le lys martagon (Lilium martagon), etc.

## Hors-groupe
En revanche, tous les « végétaux » ne sont pas des Chlorobiontes. D'autres organismes eucaryotes chlorophylliens peuvent appartenir à des groupes différents. Ainsi les Rhodobiontes, ou algues rouges, forment un groupe distinct mais voisin, tandis que les algues brunes et de nombreux organismes unicellulaires chlorophylliens appartiennent à des groupes plus distants.

## Sous-clades
Les Chlorobiontes se subdivisent en deux sous-clades principaux, les Chlorophyta, qui rassemblent la plupart des algues vertes, et les Streptophyta, qui rassemblent certaines algues vertes particulières, notamment les Charophyta, et toutes les plantes terrestres.
Les Pleurastrophyceae se sont restreintes aux Trebouxiophyceae. Les Prasinophyceae et les Charophyta se sont révélées paraphylétiques, et constituent la base respectivement des Chlorophyta et des Streptophyta[réf. nécessaire]. Les Bryophyta et les Pteridophyta, au sens traditionnel, sont également paraphylétiques et constituent chacune plusieurs clades.

## Classification
Les Chlorobiontes forment, avec les Rhodobionta ou Rhodophyta (algues rouges) et les Glaucophyta, le groupe des Archaeplastida.